# Chloorprotixeen
Chloorprotixeen is een antipsychoticum dat is afgeleid van thioxantheen. Het wordt gebruikt voor de behandeling van psychosen, ernstige vormen van opwinding en onrust of manie. Het middel is sinds 1959 op de markt, in Nederland onder de naam Truxal.